# Hrabstwo Delaware (Indiana)

Piramida wieku hrabstwa

Hrabstwo Delaware (ang. Delaware County) – hrabstwo w stanie Indiana w Stanach Zjednoczonych.

## Geografia
Według spisu z 2010 roku obszar całkowity hrabstwa obejmuje powierzchnię 395,91 mili2 (1025,4 km²), z czego 392,12 mili2 (1015,59 km²) stanowią lądy, a 3,78 mili2 (9,79 km²) stanowią wody. Według szacunków United States Census Bureau w roku 2012 miało 117 364 mieszkańców. Jego siedzibą administracyjną jest Muncie.

### Miasta
- Daleville
- Eaton
- Gaston
- Muncie
- Selma
- Yorktown